# Монастырь Црна-Река
Монастырь Црна-Река (Чёрная Река) (серб. Манастир Црна река) в честь архангелов Михаила и Гавриила — мужской монастырь Рашско-Призренской епархии Сербской православной церкви в общине Тутин Рашского округа Сербии.
Согласно одной легенде, монастырь был построен в XIII веке, согласно другой — после Косовской битвы. В 1591—1602 годах монастырская церковь была расписана сербским иконописцем Лонгином. С 1687 по 1696 год в Црна-Реке хранились мощи короля Стефана Первовенчаного и другие святыни из монастыря Студеница.
На Рождество в 1763 году турки напали на монастырь и сожгли церковь. Монастырь был заброшен. С 1898 по 1912 год здесь действовала школа.
В 1978 году иеромонах Артемий (Радосавлевич) начал возрождение монастыря. В 1991 году он был избран епископом Рашско-Призренским. В июне 2010 года бо́льшая часть братии во главе с настоятелем Николаем (Николичем) самовольно покинула монастырь, в знак протеста против отстранения епископа Артемия.
Монастырь входит в список памятников культуры Сербии исключительного значения. В монастыре покоятся мощи преподобного Петра Коришского.